# Haemaphysalis grochovskajae
Haemaphysalis grochovskajae är en fästingart som beskrevs av Kolonin 1992. Haemaphysalis grochovskajae ingår i släktet Haemaphysalis och familjen hårda fästingar. Inga underarter finns listade i Catalogue of Life.